# Pierre-Martial Cibot
Pierre-Martial Cibot (chinesisch 韓國英, Pinyin Hán Guóyīng, W.-G. Han Kuo-ying; * 14. August 1727 in Limoges, Département Haute-Vienne, Frankreich; † 8. August 1780 in Peking, China) war französischer Jesuit und Missionar in China. Er ist berühmt als Historiker und auch bekannt für seine botanischen Schriften.

## Leben

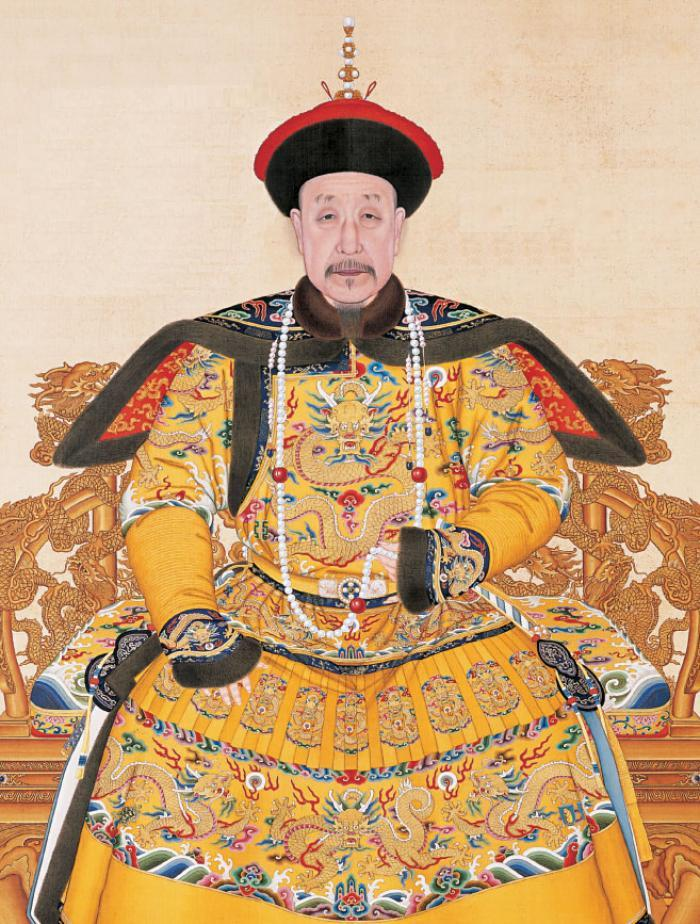
Qianlong (1735–1796) war Kaiser von China, als Cibot Missionar in Peking war.

Pierre-Martial Cibot wurde am 15. August 1727 in Limoges geboren. Seine Eltern waren Pierre Cibot und Paule Recolet. In seiner Ausbildung folgte er der Lehre der Jesuiten an verschiedenen Schulen und studierte Philosophie und Theologie; vor allem am Collège de Limoges, dem heutigen Lycée Gay-Lussac, war er unter der Leitung von Jesuiten und trat dann am 7. November 1743 in Bordeaux selbst der Gesellschaft bei. 1756 wurde er zum Priester geweiht und war einige Jahre lang als Lehrer tätig.
Auf seinen Wunsch wurde er nach China entsandt. Er schiffte sich am 7. März 1758 im Hafen von Lorient auf dem Schiff „d’Argenson“ ein, welches Teil eines Geschwaders von neun Kriegsschiffen war. Macau erreichte er am 26. Juli 1759, nachdem er über Rio de Janeiro gefahren war und einige Zeit auf den „Iles de France“ (heute: Mauritius) und „Bourbon“ (heute: Réunion) verbracht hatte. In Pékin kam er am 6. Juni 1760 an und traf dort mit den Jesuiten zusammen, die am Kaiserhof arbeiteten. Der Regent war zu dieser Zeit Kaiser Qianlong. Auch nach der Auflösung des Jesuitenordens 1773 setzten die französischen Jesuiten in Peking ihre Arbeit fort. Erst 1793 starb der letzte von ihnen (Joseph-Marie Amiot) in Peking.
Cibot verfertigte im Dienste des Kaisers Qianlong mechanische Uhren und zeichnete Pläne für Gartenanlagen. Seit 1740 war die Missionsarbeit jedoch beinahe unmöglich, zumal es den chinesischen Christen seit 1742 verboten war, an den Feiern für Konfuzius und die Ahnen teilzunehmen.
Cibot hinterließ eine Beschreibung seines Aufenthalts am Kaiserhof: „Brunnenbauer und Maschinist während fünf Jahren im Versailles von China (dem alten Sommerpalast Yu Yuan (Peking)), danach wurde ich Gärtner und Florist. Die Wünsche des Kaisers entschieden, was ich jeweils sofort sein musste.“
In den langen Jahren seines Aufenthalts in China beschäftigte sich Cibot mit historischen und wissenschaftlichen Studien. Viele seiner Schriften hat er aus Zurückhaltung nicht signiert. Sein Stil ist weitschweifig, aber seine Schriften wurden geschätzt aufgrund der vielen Informationen, die sie enthalten.
Als Schriftsteller hat Cibot oft einen Künstlernamen benutzt: „L’Affligé tranquille“ (Der ruhige Betrübte), außerdem hat er einen Namen nach Chinesischer Manier verwendet: „Han Pei-tou Kouo-Ying“. Dieser Namen besteht aus den Bestandteilen Familiennamen (Xing) „Han“, Taufnamen (Ming) „Pei-tou“ (Petrus) und Ehrennamen (Hao) Kouo-Ying.

## Historische und wissenschaftliche Schriften

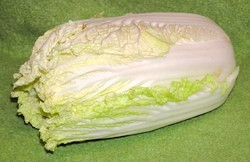
Pierre-Martial Cibot machte viele asiatische Pflanzen in Europa bekannt, zum Beispiel den Chinakohl (Bai zai).

Cibot wurde an den Kaiserhof nach China entsandt, wo er die letzten 20 Jahre seines Lebens verbrachte. Er war mit den Aufgaben seiner apostolischen Mission genauso befasst, wie mit diplomatischen Aufgaben am Kaiserhof. Aufgrund seiner Ausbildung hatte er Fähigkeiten für eine Vielzahl von Aufgaben: Astronomie, Mechanik, Sprachwissenschaft, Geschichte, Ackerbau, Botanik. Aufgrund seiner Schriften und der Schriften von Joseph-Marie Amiot sind heute viele Einzelheiten über das chinesische Kaiserreich bekannt.
Zusammen mit anderen Missionaren trug Cibot zu dem bedeutenden Werk Mémoires concernant l'histoire, les sciences, les arts, les mœurs, les usages etc. des Chinois bei. Dieses Werk, das zwischen 1776 und 1814 in 17 Bänden in Paris veröffentlicht wurde, ist eine wichtige Quelle für das Verständnis Chinas in Europa. Cibot stellte Untersuchungen zu vielen unterschiedlichen Bereichen an:
- Naturphänomene, die historischen Annalen der Chinesen (die von besonderem Interesse waren, da sie weiter zurückzugehen scheinen als die Aufzeichnungen der Bibel).
- Vergleichende Studien über die Bräuche der Chinesen und die Bräuche der Juden aufgrund der Berichte im Buch Esther.
- Klassische Texte des Konfuzianismus: Da Xue, Zhong Yong.
- Ideen, die den  „Figurismus“ untermauerten, eine Theorie, dass in den klassischen Texten der Chinesen eine Art „primitive Offenbarung“ gefunden werden könne.
- Alte chinesische Herrscher, wobei Cibot die Meinung verteidigte, dass die Chinesischen Herrscher vor Yao nur legendarisch seien.
- hygienische Praktiken des Daoismus.
- Chinesische Pflanzen (Notices de quelques plantes et arbrisseaux de la Chine).
- Tiere Chinas (z. B. Notice sur l'Hirondelle, sur le Cerf, et sur la Cigale).
- Chinesische Techniken (Notice sur le Lieou-li, ou Tuiles chinoises vernissées)[4].

Seine Forschungen waren weit über China hinaus bekannt, daher wurde er auf den Vorschlag des Staatsrats Stehlin hin am 17. Februar 1766 als „egregium mechanicum, botanicum et rerum naturalium investigatorem“ (herausragender Forscher der Mechanik, Botanik und Naturwissenschaften) als Ehrenmitglied der Akademie von St. Petersburg gewählt.
Pierre-Martial Cibot starb am 8. August 1780 in Peking. Man vermutete, dass ein Grund für sein Ableben die Nachricht von der Auflösung des Jesuitenordens (1773) war, die erst 1780 offiziell in Peking überbracht wurde.

## Auszug aus einem Text über Chinakohl
Aus: Pierre-Martial Cibot: „Notice du Pe-tsaï“, Mémoires concernant... les Chinois, vol. IV (Paris 1779) S. 503–510.:
"Der Pe-tsaï (白菜, báicài) nimmt einen herausragenden Rang unter den Gemüsen in China ein, und er verdient dies tatsächlich. Aus Unsicherheit, ob wir wissen ob diese Pflanze in Frankreich vorkommt oder ob sie bekannt ist, wagen wir, einen kleinen Hinweis zu geben (merke: Pe bedeutet weiß, und Tsai Gemüse, demnach ist Pe-tsai „Weißes Gemüse“).(…)
Die beliebtesten Pe-tsai in Peking kommen aus der Umgebung des kleinen Dorfes Ngan-sun; es sind diese, in der Tat, die am Tisch des Kaisers vorgezogen werden, sowie für seinen ganzen Hofstaat. Die Köche Europas haben gerne Dinge um zu würzen und anzurichten in einer Art, die ihren Appetit schmeicheln.
Die Köche Chinas im Gegenteil dazu sind voreingenommen, sei es aus Feinheit des Geschmacks, wenn sie über die Pe-tsais sprechen, wie jene über Wild und Wildbret sprechen, dass je mehr man ihn würzt, desto mehr verliert er seinen Eigengeschmack. Wir bekennen freimütig unsere tiefe Unfähigkeit und Unkenntnis über dieses schwere Thema, und beschränken uns darauf zu erzählen, was im Dienst des Palastes gesagt wird, wir haben die besten und delikatesten Pe-Tsai von Ngan-sun gefunden, nur gekocht in Brühe und ohne weitere Gewürze außer Salz. Unsere Europäer aus Kanton bezeichnen den Pe-tsai als Choux Chinois (Chinakohl).
Es ist nicht notwendig den Pe-tsai für unseren Garten anzuschaffen, da man ihn auch in Zukunft erhalten kann, wie das vorher schon geschehen ist. Dennoch mag uns die Bemerkung erlaubt sein, wenn man in unserem Jahrhundert Aufzeichnungen über oreilles d’ours (Bärenohren), Hyazinthen aus Holland, und so viele andere Blumen der Mode willkommen heißt, der Pe-tsai, so scheint es mir, verdient weit mehr die Gunst der Öffentlichkeit. Wenn die Kultur des Pe-tsai in Frankreich eingeführt würde und angenommen würde in allen unseren Provinzen, würde er für das Volk, wie fü die Reichen, hervorbringen ein Gemüse, dass einfach zu pflanzen ist, leicht wächst, und gleich gut und gleich delikat wie die besten Kohlsorten ist, jedoch beständiger, und erscheint gesünder und könnte zu vielen Würzen passen, nicht nur für die Tische der reichen, sondern auch für die Menschen auf dem Land.
Wenn der Pe-Tsai schon auf unseren Inseln Mauritius und Boubon vorkommt, ist es günstiger, dort Samen zu nehmen und sie nach Frankreich zu bringen. Jedoch gewagt, wir senden Samen von Ngan-sun, das, wie weiter oben gesagt wurde, der Ort im Reich ist, an dem sie am besten sind."

## Werke

### Einzelschriften
- Lettre de Pékin sur le génie de la langue chinoise et la nature de leur écriture symbolique, comparée avec celle des anciens Égyptiens, Bruxelles, J. L. de Boubers, 1773.
- Cibot und andere: Mémoires concernant l'histoire, les sciences, les arts, les mœurs, les usages des Chinois, par les missionnaires de Pékin, les PP. Amiot, Bourgeois, Cibot, Poirot, 16 volumes, numérotation :  T. 1 (1776) à T. 16 (1814), Paris, Nyon aîné, 1776–1814 (Joseph-Marie Amiot (1718–1793); François Bourgeois (1723–1792); Pierre-Martial Cibot (1727–1780); Aloys de Poirot (1735–1814))

### Bedeutende Themen aus den „Mémoires…“
- « Essai sur l'antiquité des Chinois », Mémoires concernant... les Chinois, vol. I, 1776, pp. 1-271.
- « Traduction du Ta-hio (Da Xue) », Mémoires concernant... les Chinois, vol. I (Paris 1776) pp. 432-458.
- « Traduction du Tchong-yong (Zhong Yong) », Mémoires concernant... les Chinois, vol. I (Paris 1776) pp. 459-489.
- « Remarques sur un écrit de M. P. intitulé : recherches sur les Egyptiens et les Chinois. Péking, 27 juillet 1775 », Mémoires concernant... les Chinois, vol. II (Paris 1777) pp. 365-574.
- « Sur les vers à soie sauvages », Mémoires concernant... les Chinois, vol. II (Paris 1777) pp. 575-597.
- « Notice du frêne de Chine, nommé hiang-tchun », in: Mémoires concernant … les Chinois, vol. II (Paris 1777) pp. 598-601.
- « Sur les cotonniers: le cotonnier arbre et le cotonnier herbacé », Mémoires concernant... les Chinois, vol. II (Paris 1777) pp. 602-622.
- « Sur le bambou. Culture et utilité du Bambou », Mémoires concernant... les Chinois, vol. II (Paris 1777) pp. 623-642.
- « Le Jardin de See-Ma Kouang », Mémoires concernant … les Chinois, vol. II (Paris 1777) pp. 643-650.
- « Serres chinoises », Mémoires concernant... les Chinois, vol. III (Paris 1778) pp. 423-436.
- « Notices de quelques plantes et arbrisseaux de la Chine », Mémoires concernant … les Chinois, vol. III (Paris 1778) pp. 437-498.
- « Requête à l'empereur (22 avril 1767) pour la cérémonie du labourage, Péking 3 nov. 1767 », Mémoires concernant... les Chinois, vol. III (Paris 1778) pp. 499-504.
- « Doctrine ancienne et nouvelle des Chinois sur la piété filiale », Mémoires concernant … les Chinois, vol. IV (Paris 1779) pp. 1-298.
- « Mémoire sur l'intérêt de l'argent en Chine », Mémoires concernant... les Chinois, vol. IV (Paris 1779) pp. 299-391.
- « De la petite vérole », Mémoires concernant... les Chinois, vol. IV (Paris 1779) pp. 392-420.
- « Notice du livre chinois Si-yuen. Examen des cadavres par la justice criminelle », Mémoires concernant... les Chinois, vol. IV (Paris 1779) pp. 421-440.
- « Notice du Cong-fou des Bonzes Tao-see. Pour opérer des guérisons », Mémoires concernant... les Chinois, vol. IV (Paris 1779) pp. 441-451.
- « Observations de Physique et d'Histoire naturelle de l'Empereur K'ang Hi », Mémoires concernant... les Chinois, vol. IV (Paris 1779) pp. 452-483.
- « Quelques compositions de recettes pratiquées chez les Chinois, ou consignées dans leurs livres, et que l'auteur a crues utiles ou inconnues en Europe », Mémoires concernant... les Chinois, vol. IV (Paris 1779) pp. 484-492.
- « Notice sur le Che Hiang. Cerf qui donne le musc ; une planche », Mémoires concernant... les Chinois, vol. IV (Paris 1779) pp. 493–499.
- « Notice du Mo-kou-sin et du lin-tche », Mémoires concernant... les Chinois, vol. IV (Paris 1779) pp. 500–502.
- « Notice du Pe-tsaï », Mémoires concernant... les Chinois, vol. IV (Paris 1779) pp. 503–510.
- « Notices sur différents objets, Vin, eau-de-vie et vinaigre de Chine », Mémoires concernant... les Chinois, vol. V (Paris 1780) pp. 467–480.
- « Raisins secs de Hami », Mémoires concernant... les Chinois, vol. V (Paris 1780) pp. 481–485.
- « Notice du Royaume de Hami », Mémoires concernant... les Chinois, vol. V (Paris 1780) pp. 486–491.
- « Remèdes », Mémoires concernant... les Chinois, vol. V (Paris 1780) pp. 492–494;
- « Teinture chinoise », Mémoires concernant... les Chinois, vol. V (Paris 1780) pp. 495–504.
- « Abricotier sauvage », Mémoires concernant... les Chinois, vol. V (Paris 1780) pp. 505–513.
- « Armoise », Mémoires concernant... les Chinois, vol. V (Paris 1780) pp. 514–518.
- « Essai sur les pierres sonores de Chine », in: Mémoires concernant... les Chinois, vol. VI (Paris 1780) pp. 255–274.
- « Essai sur le passage de l'Ecriture hiéroglyphique à l'Ecriture alphabétique, ou sur la manière dont la première a pu conduire à la seconde (Péking, 15 oct. 1770) », Mémoires concernant... les Chinois, vol. VIII (Paris 1782) pp. 112–132.
- « Essai sur la langue et les caractères des Chinois, 20 oct. 1764 » (I), Mémoires concernant... les Chinois, vol. VIII (Paris 1782) pp. 133–185.
- « Notice sur les objets de commerce à importer en Chine », Mémoires concernant … les Chinois, vol. VIII (Paris 1782) pp. 267–270.
- « Notice du sang de Cerf, employé comme remède », Mémoires concernant … les Chinois, vol. VIII (Paris 1782) pp. 271–274.
- « Notice sur la poterie de la Chine », Mémoires concernant... les Chinois, vol. VIII (Paris 1782) pp. 275–277.
- « Du Kong-Pou, ou du Tribunal des ouvrages publics », Mémoires concernant … les Chinois, vol. VIII (Paris 1782) pp. 278–282.
- « Essai sur les jardins de plaisance des Chinois », Mémoires concernant... les Chinois, vol. VIII (Paris 1782) pp. 301–326.
- « Essai sur la langue et les caractères des Chinois, article second », Mémoires concernant... les Chinois, vol. IX (Paris 1783) pp. 282–430.
- « Description de l'inondation de la ville de Yen-tcheou-fou (Yan-zhou, Shandong) et de son territoire en 1742 », Mémoires concernant... les Chinois, vol. IX (Paris 1783) pp. 454–471.
- « Pensées, Maximes et Proverbes extraits et traduits de divers livres Chinois », Mémoires concernant... les Chinois, vol. X (Paris 1784) pp. 144–174.
- « Des bêtes à laine en Chine », Mémoires concernant... les Chinois, vol. XI (Paris 1786) pp. 35–72.
- « Mémoire sur l'usage de la viande en Chine », Mémoires concernant... les Chinois, vol. XI (Paris 1786) pp. 78–182.
- « Observations sur les plantes, les fleurs et les arbres de la Chine », Mémoires concernant... les Chinois, vol. XI (Paris 1786) pp. 183–259.
- « Le Pêcher », Mémoires concernant... les Chinois, vol. XI (Paris 1786) pp. 280–293.
- « Notice sur le Mou-chou-kuo-tsee sorte d'acacia, le Cheou keou, mûrier, et le Tsee-tsao », Mémoires concernant... les Chinois, vol. XI (Paris 1786) pp. 294–297.
- « Notice sur le cinabre (vermillon), le Vif Argent et le Ling-cha », Mémoires concernant... les Chinois, vol. XI (Paris 1786) pp. 304–314.
- « Notice sur le borax, venu du Thibet », Mémoires concernant... les Chinois, vol. XI (Paris 1786) pp. 343–346.
- « Notice sur le plumails (plumeaux) chinois », Mémoires concernant... les Chinois, vol. XI (Paris 1786) pp. 355–360.
- « Diverses remarques sur les Arts-pratiques en Chine (ouvrages en fer, peinture sur glace, peinture sur pierre) », Mémoires concernant... les Chinois, vol. XI (Paris 1786) pp. 361–370.
- « Mémoire sur les chevaux », Mémoires concernant... les Chinois, vol. XI (Paris 1786) pp. 388–469.
- « Notice sur la pivoine », Mémoires concernant... les Chinois, vol. XI (Paris 1786) pp. 470–492.
- « Notice sur le Tsao-kia ou fébier (févier) chinois », Mémoires concernant... les Chinois, vol. XI (Paris 1786) pp. 493–500.
- « Essai sur la longue vie des hommes dans l'antiquité, spécialement dans la Chine », Mémoires concernant... les Chinois, vol. XIII (Paris 1788) pp. 309–375.
- « Notice sur les Abeilles et la Cire », Mémoires concernant... les Chinois, vol. XIII (Paris 1788) pp. 376–385.
- « Première et deuxième notice sur les pierres de yu (Jade), Péking 12 sept. 1771 », Mémoires concernant... les Chinois, vol. XIII (Paris 1788) pp. 388–395.
- « Notice sur le Lieou-li, ou Tuiles chinoises vernissées », Mémoires concernant... les Chinois, vol. XIII (Paris 1788) pp. 396–397.
- « Notice sur l'Hirondelle, sur le Cerf, et sur la Cigale », Mémoires concernant... les Chinois, vol. XIII (Paris 1788) pp. 398–416.
- « Traduction de quelques pièces de poésie chinoise », Mémoires concernant... les Chinois, vol. XIII (Paris 1788) pp. 516–534.
- « Parallèle des mœurs et usages des Chinois, ou les mœurs et usages décrits dans le livre d'Esther ; extrait d'un Commentaire sur ce Livre », Mémoires concernant... les Chinois, vol. XIV (Paris 1789) pp. 309–516.
- « Suite du Parallèle des mœurs et des usages des Chinois avec les mœurs et usages décrits dans le livre d'Esther », Mémoires concernant... les Chinois, vol. XV (Paris 1791) pp. 1–207.